# 早川 (小田原市)
早川（はやかわ）は、神奈川県小田原市の地名。現行行政地名は早川一丁目から早川三丁目及び大字早川。郵便番号は250-0021。2010年10月1日現在の面積は8.99031072km2　。

## 地理
小田原市の南部を流れる早川南岸域から河口付近を占め、相模湾に面する。小田原市南町・南板橋・板橋・風祭・入生田・根府川・米神・石橋、足柄下郡箱根町湯本・湯本茶屋・須雲川、足柄下郡湯河原町吉浜と接する。早川沿いの市街地で下流から一丁目から三丁目が配され、その他は早川となる。石垣山のある丘陵地帯から早川、相模湾へ急傾斜となっており、日当たりの良い斜面ではミカン栽培が行われている。早川河口付近が住宅地となっている他、相模湾に面して小田原漁港が置かれ、水産業も盛んである。また、早川のビランジュは国の天然記念物に指定されている。

### 面積
面積は以下の通りである（2020年時点）。
| 大字・丁目 | 面積（km2） |
| ---------- | ----------- |
| 早川       | 8.574083792 |
| 早川一丁目 | 0.153357232 |
| 早川二丁目 | 0.109935405 |
| 早川三丁目 | 0.152934291 |
| 計         | 8.990310720 |

### 地価
住宅地の地価は、2023年（令和5年）1月1日の公示地価によれば、早川3丁目18番16の地点で8万1500円/m2となっている。

## 歴史

### 史跡
石垣山は、豊臣秀吉が石垣山一夜城を築いた所であり、その城跡は1959年（昭和34年）5月13日に国の史跡として指定されている。現在、石垣山一夜城歴史公園として整備されており、早川駅から公園までの道路は関白農道と呼ばれている。

## 世帯数と人口
2023年（令和5年）9月1日現在（小田原市発表）の世帯数と人口は以下の通りである。
| 大字・丁目 | 世帯数    | 人口    |
| ---------- | --------- | ------- |
| 早川       | 437世帯   | 1,055人 |
| 早川一丁目 | 203世帯   | 390人   |
| 早川二丁目 | 327世帯   | 582人   |
| 早川三丁目 | 574世帯   | 1,050人 |
| 計         | 1,541世帯 | 3,077人 |

### 人口の変遷
国勢調査による人口の推移。
| 年                 | 人口  |
| ------------------ | ----- |
| 1995年（平成7年）  | 4,045 |
| 2000年（平成12年） | 3,900 |
| 2005年（平成17年） | 3,719 |
| 2010年（平成22年） | 3,604 |
| 2015年（平成27年） | 3,416 |
| 2020年（令和2年）  | 3,193 |

### 世帯数の変遷
国勢調査による世帯数の推移。
| 年                 | 世帯数 |
| ------------------ | ------ |
| 1995年（平成7年）  | 1,427  |
| 2000年（平成12年） | 1,494  |
| 2005年（平成17年） | 1,473  |
| 2010年（平成22年） | 1,500  |
| 2015年（平成27年） | 1,524  |
| 2020年（令和2年）  | 1,530  |

## 学区
市立小・中学校に通う場合、学区は以下の通りとなる（2023年7月時点）。
| 大字・丁目 | 番地 | 小学校               | 中学校               |
| ---------- | ---- | -------------------- | -------------------- |
| 早川       | 全域 | 小田原市立早川小学校 | 小田原市立城南中学校 |
| 早川一丁目 | 全域 | 小田原市立早川小学校 | 小田原市立城南中学校 |
| 早川二丁目 | 全域 | 小田原市立早川小学校 | 小田原市立城南中学校 |
| 早川三丁目 | 全域 | 小田原市立早川小学校 | 小田原市立城南中学校 |

## 事業所
2021年（令和3年）現在の経済センサス調査による事業所数と従業員数は以下の通りである。
| 大字・丁目 | 事業所数  | 従業員数 |
| ---------- | --------- | -------- |
| 早川       | 45事業所  | 262人    |
| 早川一丁目 | 77事業所  | 609人    |
| 早川二丁目 | 28事業所  | 269人    |
| 早川三丁目 | 37事業所  | 699人    |
| 計         | 187事業所 | 1,839人  |

### 事業者数の変遷
経済センサスによる事業所数の推移。
| 年                 | 事業者数 |
| ------------------ | -------- |
| 2016年（平成28年） | 181      |
| 2021年（令和3年）  | 187      |

### 従業員数の変遷
経済センサスによる従業員数の推移。
| 年                 | 従業員数 |
| ------------------ | -------- |
| 2016年（平成28年） | 1,918    |
| 2021年（令和3年）  | 1,839    |

## 交通

### 鉄道
鉄道は、東部相模湾沿いに東海道本線と東海道新幹線が縦貫し、うち東海道本線には地内に早川駅がある。また北部では早川対岸を走る小田急箱根鉄道線（箱根登山電車）の箱根板橋駅、風祭駅、入生田駅も利用可能な範囲にある。

### 道路
道路は、東部相模湾沿いに小田原ブルーウェイブリッジの架かる西湘バイパス石橋支線及び国道135号が縦貫し、地区中央を箱根ターンパイクが縦貫している。なお、西湘バイパスの早川ジャンクションと早川インターチェンジはいずれも早川ではなく隣接する南町にある。早川駅の駅前付近に神奈川県道724号早川停車場線が走っている。

## 施設
| 早川一丁目 - 神奈川県小田原水産合同庁舎 - 小田原市役所早川支所 - 小田原漁港 - 小田原市公設水産地方卸売市場 - 小田原市漁業協同組合海業センター - 早川中継ポンプ場 - 臨港公園 早川二丁目 - 小田原市立早川小学校 - 小田原市立早川保育園 早川三丁目 - 石垣山一夜城歴史公園 - 奥山根公園 - ビジネス民宿そば家 早雲 | 早川 - 小田原早川郵便局 - 小田原湯本カントリークラブ - ゴルフ場。箱根町湯本に跨る。 - 漁港の駅 TOTOCO小田原 - 小田原漁港交流促進施設。 - 東善院 - 真言宗東寺派の仏教寺院。山号は薬王山。魚籃大観音。 - 久翁寺 - 曹洞宗の仏教寺院。境内に詩人・福田正夫の詩碑・墓がある。 - 海蔵寺 - 曹洞宗の仏教寺院。 - 眞福寺 - 真言宗の仏教寺院。早川観音。 - 正蔵寺 - 真言宗東寺派の仏教寺院。山号は木宮山。 - 紀伊神社 - キノミヤ信仰が顕著な地区の中心的神社。 - 神明神社 - 小田原市消防団第4分団詰所 |

## その他

### 日本郵便
- 郵便番号 : 250-0021[3]（集配局 : 小田原郵便局[15]）。